# 24 июля
24 июля — 205-й день года (206-й в високосные годы) по григорианскому календарю.
До конца года остаётся 160 дней.
До 15 октября 1582 года — 24 июля по юлианскому календарю, с 15 октября 1582 года — 24 июля по григорианскому календарю.
В XX и XXI веках соответствует 11 июля по юлианскому календарю.

## Праздники и памятные дни
См. также: Категория:Праздники 24 июля

### Международные
- Международный день заботы о себе[2]
- Международный день БДСМ[3]
- 24 июля считается международным днём частного сыщика[источник не указан 20 дней]. Это день рождения первого частного сыщика Эжена Видока.

### Национальные
- Вануату — День детей
- Россия:
  - День кадастрового инженера[4]
  - День флориста[5]
- Эквадор — День Симона Боливара
- США — День кузенов[6]

### Религиозные
Православие
- Воспоминание чуда великомученицы Евфимии Всехвальной (451);
- память равноапостольной Ольги, великой княгини Русской, во Святом Крещении Елены (969);
- память первых князей страстотерпцев Бориса и Глеба (с 1037 года)[9].
- обре́тение мощей священномученика Илариона (Троицкого), архиепископа Верейского (1998).
- память мученика Киндея Сидского (Памфилийского), пресвитера (III—IV)[10].
- Память Христины Тирской[11].
- празднования в честь икон Божией Матери:
  - Борколабовской (Барколабовской);
  - Рудненской Ратьковской;
  - Оковецкой (Ржевской) (1539).

### Именины
- Католические: Кристина.
- Православные: Аркадий, Елена, Евфимия, Ольга[8].

## События
См. также: Категория:События 24 июля

### До XIX века
- 971 — под Доростолом киевский князь Святослав и византийский император Иоанн Цимисхий заключили почётный мир на условиях военной помощи, соблюдения прежних договоров и присоединения болгарских земель к Византии.
- 1181 — новгородская дружина овладела Болванским городком[12].
- 1374 — основан город Вятка (Киров). Дата точно не документирована, к этому периоду относится первое упоминание о городе, носившего до 1780 года название Хлынов.
- 1471 — по приказу Ивана III обезглавлен предводитель новгородского ополчения Дмитрий Борецкий.
- 1534 — французская экспедиция Жака Картье достигла устья реки Святого Лаврентия (Канада).
- 1567 — в Шотландии низложили королеву Марию Стюарт. Новый королём стал её годовалый сын, регентом — граф Морей.
- 1701 — основан Детройт. Основателем города (тогда это был посёлок для торговли мехами) стал управляющий французскими владениями в Северной Америке Антуан Кадиллак, имя которого увековечено в марке автомобиля.
- 1704 — русские войска отбили у шведов Юрьев.
- 1728 — с Камчатки вышел в плавание корабль «Св. Гавриил» под командой офицера русского флота Витуса Беринга.
- 1759 — состоялось сражение при Ла-Бель-Фамиле, одно из решающих сражений во время французско-индейской войны в Америке.
- 1790
  - Екатерина II повелела отдать под суд А. Радищева, автора романа «Путешествие из Петербурга в Москву».
  - Во Франции впервые в истории документально зафиксировано падение на Землю метеорита[13].
- 1791 — члены оппозиционного крыла якобинской партии лишены французского гражданства своими однопартийцами.

### XIX век
- 1837 — трагически закончилась первая публичная демонстрация парашюта новой формы с перевернутым вверх дном куполом, который, по замыслу его изобретателя англичанина Роберта Кокинга, должен был предотвратить раскачивание. Поднятый на высоту 2000 метров аэростатом «Грейт Нассо Балун», парашют с находящимся под ним в корзине Кокингом начал спускаться довольно удачно, но затем верхний обод купола смялся и спуск превратился в падение, закончившееся смертью изобретателя. А пилотировал аэростат Чарльз Грин, который со временем станет первым воздухоплавателем, совершившим 100 полётов.
- 1847 — первые колонисты-мормоны организовали поселение в районе Большого Солёного озера, впоследствии ставшее городом Солт-Лейк-Сити.
- 1851 — в Британии отменён налог на окна.
- 1864 — во втором сражении при Кернстауне генерал Конфедерации Джубал Эрли разгромил федеральную армию Джорджа Крука.
- 1870 — в Нью-Йорк прибыл первый трансконтинентальный поезд из Сан-Франциско.

### XX век
- 1901
  - Писатель О. Генри освобождён из тюрьмы.
  - Пущен первый рижский электрический трамвай. Маршрут пролегал по главной улице города — Александровской — от Александровского моста до Александровских ворот. Улица потом меняла своё название на Бривибас (Свободы), Гитлер-штрассе, Ленина, вновь Бривибас, а трамвай своё хождение по ней прекратил.
- 1906 — премьер-министр России Пётр Столыпин призвал к борьбе с «врагами общества».
- 1908
  - В Турции возобновлено действие конституции 1876 года.
  - На банкете в честь Олимпиады Пьер де Кубертен повторил лозунг «Главное — не победа, а участие».
- 1911 — американский археолог Хайрам Бингем открыл в Перу «потерянный город» Империи Инков Мачу-Пикчу, который служил то ли убежищем для последнего императора, то ли укрытием для «дочерей Солнца» от конкистадоров.
- 1915 — на Нью-Йоркском метро американцами обнаружен дипломат директора отдела пропаганды немецкого посольства в США.
- 1917
  - в Киеве начался I Всеукраинский рабочий съезд.
  - начался суд над Мата Хари, на следующий день ей вынесли смертный приговор[14].
- 1920 — Арабское королевство Сирия потерпело поражение от французских войск в битве при Майсалуне.
- 1923 — на Лозаннской конференции подписана конвенция о режиме проливов.
- 1924 — Темистоклис Софулис впервые стал премьер-министром Греции.
- 1925 — Народный комиссариат внутренних дел СССР утвердил устав Общества друзей советского кино. Его председателем избран Феликс Дзержинский.
- 1927 — в бельгийском Ипре открылись Мененские ворота.
- 1928 — в Индии Николай Рерих основал «Урусвати».
- 1938 — компания Nestlé выпустила первую партию самого известного в мире бренда растворимого кофе — Nescafé, благодаря которому этот напиток обрёл свою популярность (первыми растворимый кофе начали производить в США в 1900-е годы, но тот напиток был значительно хуже по вкусовым качествам)
- 1939 — Михаил Булгаков завершил работу над пьесой «Батум» и отдал текст во МХАТ.
- 1941 — Вторая мировая война: будущий американский президент Гарри Трумэн призвал помогать СССР, пока побеждает Германия, и Германии, когда будет побеждать СССР[15][16].
- 1942 — Вторая мировая война: немецкие войска заняли Ростов-на-Дону. Началась битва за Кавказ.
- 1944 — Вторая мировая война: освободили лагерь смерти Майданек (23-24 июля)[17].
- 1948 — СССР закрыл автомобильное и железнодорожное сообщение между Западной Германией и Берлином, поэтому западные державы вынуждены были установить для сообщения с Западным Берлином воздушный мост (до 30 сентября 1949 года).
- 1949 — после 16-летнего изгнания немецкий писатель Томас Манн вернулся в Германию.
- 1950 — первый запуск с мыса Канаверал (Canaveral) ракеты — Bumper[англ.], созданной на базе немецкой Фау-2.
- 1956 — основан город Дубна.
- 1959 — в ходе визита в СССР на открытии американской выставки в Москве вице-президент США Ричард Никсон имел дискуссию с советским генеральным секретарём Никитой Хрущёвым (знаменитый «кухонный спор»). Каждый остался при своём мнении и был доволен сам собой.
- 1960 — возле Иерусалима найдены руины библейского города Гидеон.
- 1968 — конференция испанских епископов объявила незаконным право рабочих на забастовки.
- 1969 — Аполлон-11 успешно приводнился в Тихом океане.
- 1977 — конец четырёхдневной войны между Египтом и Ливией.
- 1981 — в Италии запрещена деятельность всех масонских лож и тайных обществ.
- 1987 — IBM выпустила операционную систему DOS version 3.3.
- 1990
  - В СССР отменены все введённые пять лет назад ограничения на продажу алкоголя.
  - У здания городской администрации Киева впервые поднят сине-жёлтый флаг.
- 1991 — Индия заявила об отходе от планирования экономики.
- 1993 — опубликовано сообщение Центробанка России о прекращении оборота купюр советского образца и их обмене в установленный срок.

### XXI век
- 2009 — катастрофа Ил-62 в Мешхеде, 16 погибших
- 2013 — железнодорожная катастрофа в Сантьяго-де-Компостела.
- 2014 — катастрофа MD-83 в Мали, 116 погибших.
- 2019 — Борис Джонсон стал премьер-министром Великобритании.
- 2023 — Илон Маск переименовал социальную сеть Twitter в X[18].
- 2024 — катастрофа CRJ-200 в Катманду. 18 погибших, 1 выживший.
- 2025 — катастрофа Ан-24 под Тындой, погибли все 48 человек на борту.

## Родились
См. также: Категория:Родившиеся 24 июля

### До XIX века
- 1759 — Виктор Эммануил I (ум. 1824), король Сардинского королевства и герцог Савойский (1802—1821).
- 1770 — Александр Балашов (ум. 1837), российский министр полиции (1810—1812), военный губернатор Петербурга (1809—1812).
- 1775 — Франсуа Эжен Видок (ум. 1857), преступник, ставший основателем французской уголовной полиции.
- 1782 — Джон Фокс Бергойн (ум. 1871), британский военачальник, фельдмаршал.
- 1783 — Симон Боливар (ум. 1830), борец за независимость латиноамериканских колоний Испании.

### XIX век
- 1802 — Александр Дюма-отец (ум. 1870), французский писатель, драматург.
- 1803
  - Адольф Адан (ум. 1856), французский композитор.
  - Александер Джексон Дэвис[англ.] (ум. 1892), американский архитектор.
- 1819 — Джозайя Гилберт Холланд (ум. 1881), американский поэт, писатель, редактор.
- 1827 — Франсиско Солано Лопес (убит в 1870), президент Парагвая (1862—1869).
- 1828 — Николай Чернышевский (ум. 1889), русский писатель, литературный критик, философ, революционный демократ.
- 1842 — Антонина Абаринова (ум. 1901), российская оперная певица (контральто, меццо-сопрано) и драматическая актриса.
- 1843 — Эжен де Блаас (ум. 1932), итальянский художник.
- 1854 — Константин Губер (ум. 1916), российский генерал-лейтенант, главный полковой интендант в русско-японскую войну.
- 1856 — Шарль Эмиль Пикар (ум. 1941), французский математик, член Парижской АН.
- 1857 — Хенрик Понтоппидан (ум. 1943), датский писатель, лауреат Нобелевской премии (1917).
- 1860 — Альфонс Муха (ум. 1939), чешский живописец, театральный художник, иллюстратор, мастер афиши.
- 1864 — Франк Ведекинд (ум. 1918), немецкий писатель, поэт, драматург.
- 1867 — Эдвард Фредерик Бенсон (ум. 1940), английский писатель-фантаст.
- 1870 — Альфонс де Гимарайнс (ум. 1921), бразильский поэт-символист.
- 1874 — Михаил Гернет (ум. 1953), российский и советский учёный-правовед, криминолог.
- 1881 — Ольга Преображенская (ум. 1971), русская советская актриса театра и кино, кинорежиссёр, сценарист, педагог.
- 1884 — Пантелеймон Романов (ум. 1938), русский писатель-прозаик, драматург и публицист.
- 1894 — Борис Эдер (ум. 1970), цирковой артист, основатель советской школы дрессировки хищников, народный артист РСФСР.
- 1895 — Роберт Грейвс (ум. 1985), английский писатель, поэт, переводчик, литературный критик.
- 1897 — Амелия Эрхарт (пропала без вести в 1937), американская писательница и лётчица, первая женщина-пилот, перелетевшая Атлантический океан.
- 1899 — Милица Матье (ум. 1966), советская женщина-египтолог, искусствовед, историк.

### XX век
- 1901 — Игорь Ильинский (ум. 1987), актёр и режиссёр театра и кино, чтец, народный артист СССР.
- 1904 — Николай Кузнецов (ум. 1974), советский военно-морской деятель, Адмирал Флота Советского Союза, Военно-морской Министр и Главнокомандующий, Герой Советского Союза.
- 1905 — Василий Пронин (ум. 1966), кинорежиссёр и оператор, народный артист РСФСР, снявший как кинооператор первый советский звуковой фильм «Путёвка в жизнь».
- 1909 — Николай Гронский (погиб в 1934), русский поэт «первой волны» эмиграции.
- 1912 — Николай Гриценко (ум. 1979), актёр театра и кино, народный артист СССР.
- 1914 — Григорий Шпигель (ум. 1981), актёр театра и кино, заслуженный артист РСФСР.
- 1921 — Билли Тейлор (ум. 2010), американский джазовый пианист и композитор.
- 1926 — Ханс Гюнтер Винклер (ум. 2018), немецкий спортсмен-конник, 5-кратный олимпийский чемпион в конкуре
- 1928 — Лев Михайлов (ум. 1980), оперный режиссёр и театральный педагог, народный артист РСФСР.
- 1931 — Эрманно Ольми (ум. 2018), итальянский кинорежиссёр и сценарист.
- 1942 — Ирина Мирошниченко (ум. 2023), актриса театра и кино, певица, народная артистка РСФСР.
- 1946 — Михаэль Краузе (ум. 2024), немецкий хоккеист (хоккей на траве), нападающий. Олимпийский чемпион (1972).
- 1950 — Анатолий Рудаков (ум. 2021), актёр театра и кино, кинопродюсер, заслуженный артист России.
- 1951 — Збигнев Миколейко (ум. 2024), польский философ, историк религии и идеи, эссеист, педагог.
- 1952 — Гас Ван Сент, американский кинорежиссёр и сценарист.
- 1954 — Василе Дыба (ум. 2024), румынский гребец на байдарках, олимпийский чемпион, многократный чемпион мира.
- 1955 — Любовь Бережная (Одинокова), советская гандболистка, двукратная олимпийская чемпионка.
- 1957 — Шавкат Мирзиёев, второй президент Узбекистана (с 2016).
- 1959 — Джузеппе Аббаньяле, итальянский гребец, двукратный олимпийский чемпион по академической гребле.
- 1960 — Вячеслав Быков, советский и российский хоккеист, двукратный олимпийский чемпион, заслуженный тренер России.
- 1963 — Карл Мэлоун, американский баскетболист, двукратный олимпийский чемпион.
- 1969 — Дженнифер Лопес, американская актриса, певица, танцовщица, модельер.
- 1971 — Дино Баджо, итальянский футболист, серебряный призёр чемпионата мира (1994).
- 1972 — Сергей Брилёв, российский журналист, телеведущий и общественный деятель.
- 1976 — Юлия Навальная, российский политик и общественный деятель, вдова Алексея Навального.
- 1979 — Роуз Бирн, австралийская актриса.
- 1982 — Анна Пэкуин, новозеландская актриса театра и кино, обладательница премии «Оскар».
- 1985
  - Патрис Бержерон, канадский хоккеист, двукратный олимпийский чемпион, чемпион мира.
  - Арис Мерритт, американский легкоатлет, олимпийский чемпион.
- 1987 — Пьер Вольтье, французский сноубордист, двукратный олимпийский чемпион в сноуборд-кроссе (2014, 2018).
- 1989
  - Феликс Лох, немецкий саночник, трёхкратный олимпийский чемпион, многократный чемпион мира и Европы.
  - Фредрик Линдстрём, шведский биатлонист, олимпийский чемпион (2018).
- 1990 — Дэйви Чейз, американская актриса.
- 1991 
  - Эмили Бетт Рикардс, канадская актриса.
  - Пенелопа Митчелл, австралийская актриса.
- 1992 — Микаэль Кингсбери, канадский фристайлист, олимпийский чемпион 2018 года в могуле, многократный чемпион мира
- 1997 — Винценц Гайгер, немецкий двоеборец, двукратный олимпийский чемпион.

## Скончались
См. также: Категория:Умершие 24 июля

### До XIX века
- 1475 — Альбрехт фон Эйб (р. 1420), немецкий гуманист, священник.
- 1681 — Агафья Грушецкая (р. 1663), первая супруга русского царя Фёдора Алексеевича
- 1739 — Бенедетто Марчелло (р. 1686), итальянский композитор, поэт, музыкальный писатель, юрист, политический деятель.

### XIX век
- 1812 — Йозеф Шустер (р. 1748), немецкий композитор.
- 1846 — Йозеф Эйблер (р. 1765), австрийский композитор и дирижёр.
- 1848 — Андрей Иванов (р. 1775), русский художник, представитель классицизма.
- 1861 — Георг Якоб Иоганн ван Ос (р. 1782), нидерландский художник.
- 1862 — Мартин Ван Бюрен (р. 1782), 8-й президент США (1837—1841).
- 1872 — Пётр Пекарский (р. 1827), исследователь русской литературы и истории, академик Петербургской АН.
- 1897 — Лафайет Маклоуз (р. 1821), американский военачальник, генерал армии Конфедерации во время Гражданской войны.

### XX век
- 1901 — Иван Жданов (р. 1846), русский литературовед и фольклорист, академик Петербургской АН.
- 1906 — Фердинанд фон Заар (р. 1833), австрийский поэт и писатель.
- 1910 — Архип Куинджи (р. 1842), русский художник греческого происхождения, мастер пейзажной живописи.
- 1921 — погиб товарищ Артём (наст. имя Фёдор Сергеев; р. 1883), русский революционер, советский политический деятель.
- 1927 — покончил с собой Рюноскэ Акутагава (р. 1892), японский писатель, классик новой японской литературы.
- 1933 — Макс фон Шиллингс (р. 1868), немецкий композитор, дирижёр, музыкально-общественный деятель.
- 1957 — Саша Гитри (р. 1885), французский драматург, актёр, режиссёр.
- 1959 — Евгений Косминский (р. 1886), советский историк-медиевист, академик АН СССР.
- 1964 — Максим Рыльский (р. 1895), украинский советский поэт, переводчик, публицист, литературовед.
- 1967 — Эрнестас Галванаускас (р. 1882), литовский государственный деятель, премьер-министр Литвы (1922—1924).
- 1969 — Витольд Гомбрович (р. 1904), польский писатель-прозаик, драматург, эссеист.
- 1970 — Пётр Репнин (р. 1894), русский советский актёр театра, кино и дубляжа, сценарист.
- 1974 — Джеймс Чедвик (р. 1891), английский физик-экспериментатор, лауреат Нобелевской премии (1935).
- 1980 — Питер Селлерс (р. 1925), британский киноактёр, комик, лауреат премий «Золотой глобус», BAFTA и др.
- 1991 — Исаак Башевис-Зингер (р. 1904), американский писатель, лауреат Нобелевской премии (1978).
- 1992 — Гавриил Илизаров (р. 1921), советский хирург-травматолог, академик РАН, создатель ортопедического аппарата, названного его именем.
- 1997 — Уильям Джозеф Бреннан-младший (р. 1906), американский юрист, член Верховного суда США (1956—1990).
- 2000 — Анатолий Фирсов (р. 1941), советский хоккеист, трижды олимпийский чемпион, многократный чемпион мира и Европы.

### XXI век
- 2002 — Нина Тер-Осипян (р. 1909), актриса театра и кино, народная артистка РСФСР.
- 2003 — Ия Арепина (р. 1930), советская и российская актриса театра и кино («Большая семья», «Капитанская дочка» и др.).
- 2005 — Ричард Долл (р. 1912), британский физиолог и эпидемиолог.
- 2006 — Агоп Мелконян (р. 1949), болгарский писатель-фантаст армянского происхождения.
- 2007 — Инна Зарафьян (р. 1928), советский и российский кинооператор.
- 2008 — Ибрагим Юсупов (р. 1929), каракалпакский поэт и драматург, Герой Узбекистана.
- 2010 — Игорь Таланкин (р. 1927), кинорежиссёр, сценарист, педагог, народный артист СССР.
- 2013 — Вирджиния Джонсон (р. 1925), американский сексолог, исследовательница.
- 2020
  - Нина Андреева (р. 1938), советский и российский политический деятель, публицист.
  - Бенджамин Мкапа (р. 1938), танзанийский политический и государственный деятель, президент Республики Танзания (1995—2005).
- 2025
  - Клео Лэйн (имя при рождении Клементина Дина Кэмпболл; р. 1927), британская джазовая певица и актриса.
  - Халк Хоган (имя при рождении Терри Джин Боллеа; р. 1953), американский рестлер, актёр, телеведущий, предприниматель и музыкант.
  - Йозеф Черный (р. 1939), чехословацкий хоккеист, нападающий, серебряный призёр Олимпийских игр (1968), бронзовый призёр Олимпийских игр (1964 и 1972), десятикратный призёр чемпионатов мира.

## Приметы
Ефимья Стожарница.
- Стоит жаркая погода. Страдно-грозовая пора.
- «Сияние Стожар предвещает удачную охоту на медведя».
- Если в этот день дождь — хороший улов рыбы. к хорошему лову, также гром в постный день.
- Если солнечно — к урожаю зерновых культур[19].